# 서산경찰서
서산경찰서(瑞山警察署, Seosan Police Station)는 충청남도경찰청이 관할하는 경찰서 중 하나이다. 충청남도 서산시 일대를 관할한다. 충청남도 서산시 안견로 327에 위치하고 있다.
서장은 총경으로 보한다.

## 기본 정보
- 주소: 충청남도 서산시 안견로 327
- 우편번호: 358-703

## 관할 파출소 및 지구대
서산경찰서는 2개 지구대와 5개 파출소를 관할하고 있다.
| 명칭       | 사진 | 주소                      | 관할구역                              | 치안센터                               |
| ---------- | ---- | ------------------------- | ------------------------------------- | -------------------------------------- |
| 대산지구대 |      | 서산시 대산읍 충의로 1932 | 서산시 대산읍, 지곡면, 성연면         | 지곡치안센터                           |
| 서부지구대 |      | 서산시 호수공원11로 31    |                                       |                                        |
| 동부파출소 |      | 서산시 홍천로 20          |                                       |                                        |
| 해미파출소 |      | 서산시 해미면 남문2로 183 | 서산시 해미면, 음암면, 운산면, 고복면 | 운산치안센터 음암치안센터 고북치안센터 |
| 부석파출소 |      | 서산시 부석면 취평2길 36  | 서산시 부석면, 인지면, 팔봉면         | 인지치안센터                           |
| 팔봉파출소 |      | 서산시 팔봉면 팔봉1로 409 | 서산시 팔봉면                         |                                        |
| 성연파출소 |      | 서산시 성연면 성연로 202  | 서산시 성연면                         |                                        |

## 같이 보기
- 충청남도지방경찰청